# 7583 Rosegger
7583 Rosegger (1991 BA3) là một tiểu hành tinh vành đai chính được phát hiện ngày 17 tháng 1 năm 1991 bởi F. Borngen ở Tautenburg.